# Boarmia exelisia
Boarmia exelisia là một loài bướm đêm trong họ Geometridae.